# Angèle Kingué
Œuvres principales
Une voix dans la nuit
Marie-Angèle Kingué, ou Angèle Kingué, née en 1958, est une enseignante et une femme de lettres camerounaise.

## Biographie
Angèle Kingué est née à Nkongsamba en 1958. Nkongsamba est une ville du littoral du Cameroun, située à 145 kilomètres de Douala et à 370 kilomètres de Yaoundé. C’est un des fiefs de la lutte pour l’indépendance à la fin des années 1950, une zone rebelle. C’est aussi un centre agricole et un point d’échange important entre la côte et les terres. C’est une ville où sont présentes les différentes composantes ethniques et tribales du Cameroun.  Angèle Kingué perd sa mère alors qu’elle a deux ans. Elle en garde un lien fort avec son père, ses sœurs, ses oncles et tantes et sa grand-mère. 
Elle effectue des études de littérature française et anglaise à l'université de Yaoundé, puis des études de linguistique appliquée à l’université de Bangor au nord du Pays de Galles), et à l’université d'État de Pennsylvanie (Pennsylvania State University) aux États-Unis, où elle est titulaire d’un doctorat. 
Elle vit en Pennsylvanie où elle enseigne le français à l'université Bucknell, anime également un cours sur la littérature francophone, et est directrice du programme de séjours linguistiques de son université. Mais elle est surtout connue pour ses œuvres littéraires, pour la jeunesse, et pour les adultes.

## Son œuvre
Son roman Une voix dans la nuit, propose un récit initiatique et s’inspire des  traditions camerounaises. Son autre récit  pour la jeunesse, Nord-Sud ( Échos d'enfance)  évoque l’atmosphère d’une famille africaine, les odeurs, les bruits, les rires et les peurs de l'enfance.
Le récit Pour que ton ombre murmure encore… ressuscite l’image du père, et les pérégrinations familiales, de Nkongsamba à Douala puis à Yaoundé. Passé et présent s´y entremêlent,.
Dans Vénus de Khalakanti, deux héroïnes, Assumta, et Bella démontrent leur sens de la solidarité et des affaires, leur esprit de résilience et de créativité.

## Principales publications
- 1993 : Nord-Sud, échos d’enfance, Éditions Hurtubise, Montréal, deuxième partie écrite par Tiziana Beccarelli-Saad . Recueil de nouvelles autobiographiques, ouvrage destiné à des adolescents et enfants. Illustrations de Daniel Dumont[1].
- 1998 : Une voix dans la nuit, Éditions Hurtubise, Montréal, ouvrage destiné à des adolescents et enfants. Illustré par Caroline Merola[1].
- 1999 : Pour que ton ombre murmure encore…, Éditions L'Harmattan, sa première œuvre destiné aux adultes. Elle y évoque son père.
- 2005 : Vénus de Khalakanti, Ana éditions, roman[6].
- 2005 : Qui est dans la lune ? Ki i soli ikete soñ ?, Éditions L'Harmattan, ouvrage bilingue français-bassa pour la jeunesse.

### Webographie
- Ressource relative à l'audiovisuel :   - Africultures
- Notice dans un dictionnaire ou une encyclopédie généraliste :   - Dictionnaire universel des créatrices
- Notices d'autorité :   - VIAF
  - ISNI
  - BnF (données)
  - IdRef
  - LCCN
  - GND
  - WorldCat
- « Angèle Kingué », sur le site Africultures.
- « Marie-Angèle Kingué », sur le site de l’Université d'Australie-Occidentale.
- « Angèle Kingué », sur le site de l’Université Bucknell.
- « Angèle Kingué, la discrète », sur peuplesawa.com.